# Palau Marianao
El Palau Marianao és un edifici situat al barri de Marianao del municipi de Sant Boi de Llobregat (Baix Llobregat) inclosa en l'Inventari del Patrimoni Arquitectònic de Catalunya.

## Descripció
Es tracta d'un palau que té tots els elements del "revival" neomedieval. Construït amb maó arrebossat, la planta baixa està estucada imitant carreus, amb les obertures i les cantonades i sòcol de pedra artificial. El balcó del primer pis, tant en el de la porta de l'oratori com el de l'edifici principal, està treballat a la part de sota d'idèntica manera que els ràfecs amb embigat de fusta dels nostres palauets del segle xv i XVI, reforça la sensació de castell amb la filera de finestres de mig punt del pis superior, així com el blasó i les finestres d'estil gòtic de la torre d'homenatge. Tot el conjunt està coronat amb merlets. Cal destacar també el joc de franges reforçant l'horitzontalitat general de l'edifici.

## Història
No hi ha dades històriques, aquesta finca era propietat del Marquès de Marianao, que s'hi va fer construir el Palau, el Parc i la Miranda. A partir de 1944 va començar a edificar-se la urbanització residencial i posteriorment el Palau va passar a ser propietat municipal i va allotjar els jutjats fins a l'any 2007.